# Sierra de Hoyocasero
La sierra de Hoyocasero (Navasolana; 1708 m; término municipal de Hoyocasero) está situada en la provincia de Ávila (España). Es una sierra perteneciente al sistema Central. La longitud total del cordel es de aproximadamente 20 kilómetros, ocupando un área proyectada de unos 110 km², con un perímetro de 50 km. 
Está separada, al norte, de la sierra de la Paramera por el río Astillero y la Garganta de Navalacruz, sirviendo el puerto de Navalacruz (1535 m) de paso natural entre ambas sierras. Al este está limitada por la localidad de Burgohondo. El río Alberche, al sur, la separa del Macizo Oriental de Gredos y este mismo río al oeste hace de divisoria con la sierra de Piedra Aguda.

## Municipios
La superficie de la sierra es de 11 000 hectáreas y engloba territorios de los siguientes municipios.
- Hoyocasero
- Navaquesera
- Navalosa
- Navatalgordo
- Burgohondo
- Navarredondilla
- Navalacruz